# Клемертович Михайло Михайлович
Михайло Михайлович Клемертович (1835, Гадинківці, Тернопільщина — 27 серпня 1903, Львів) — український письменник-популяризатор, публіцист. Москвофіл.

## Життєпис
Після закінчення Бережанської гімназії (1852—1858) навчався у Львівському університеті. Тривалий час (від 1887 року) працював у канцелярії «Народного Дому» у Львові.
Видавець і редактор журналу «Учитель» (1869-74 і 1880) і дитячого журналу «Ластівка» (1869—1881), редактор часописів «Временникъ Института Ставропигійского…» (1868—1903), «Вѣстникъ "Народного Дома"» (від 1882), «Галичанинь» (від 1893), «Календарь Общества им. Качковского», співредактор «Слова». Автор оповідань, п'єс, казок, брошур.
Похований на Личаківському цвинтарі, поле № 53.